# Jardines de la Universidad de Murcia
Los Jardines de la Universidad de Murcia son unas colecciones de plantas situados en el Campus de la Universidad de Murcia en Espinardo, Murcia. Comunidad autónoma de la Región de Murcia, España.

## Localización
Se encuentra en la zona norte del municipio de Murcia, y aunque el Campus de denomina del Espinardo, no se encuentra en esta localidad, sino situado en las localidades de Guadalupe y El Puntal, se llega a él a través de la autovía A-30, o bien por la Avenida de Juan Carlos I.

## Historia
Dado que el histórico "Jardín Botánico del Malecón" ( que fue creado en 1845, por parte de la cátedra de Agricultura del Instituto allí existente, a cuyo frente se encontraba D. José Echegaray), desapareció como tal, después de muchos avatares, anexionado en el jardín del Paseo del Malecón.
Así estas colecciones de plantas de los jardines de la Universidad suplen el jardín botánico del que carece la Universidad de Murcia.

## Colecciones
Las colecciones de plantas se encuentran agrupadas en jardines temáticos repartidos entre los edificios del Campus del Espinardo, así :
- Jardín australiano y del Pacífico ( situado junto al aparcamiento

próximo al Centro Social Universitario), con Grevillea sp., Cupaniopsis anacardioides, Westringia fruticosa, Eucalyptus, y Alyogyne huegellii, entre otras
- Jardín Canario ( se encuentra entre los edificios "Luis Vives" y "Ginés de los Rios" ), Pinus canariensis, Dracaena draco, Lotus berthelotii, Laurus nobilis, Euphorbia canariensis, Hedera canariensis, Limonium arborescens,
- Jardín del Mediterráneo Oriental y Asia menor ( localizado entre el acceso al Registro general y al aparcamiento de la Biblioteca del Campus ), especies más representativas de esta zona: Punica granatum, Anthyllis barbajovis, Cedrus libani, Ceratonia siliqua, Cotinus coggyria, Pyrus syriaca, Albizia julibrissin, Cercis siliquastrum, Liquidambar orientalis
- Jardín norteafricano
- Jardín de las Hespérides ( ubicado junto al "Campo de

experiencias agrícolas" y al "Camino Verde" ), colección de especies de cítricos y variedades sobre todo de las existentes en la cuenca mediterránea, que se disponen en cuadros: Micracitrus, Severinia, Poncirus, Fortunella, Kunquat, Limequat, 
- Las zonas forestales
- Bosquete de ribera
- La cueva del agua
- La vía verde
- Rosaleda
- Plantas autóctonas de la región de Murcia, con mirtos, encinas, sabinas, aladierno, pinos, romeros,